# 閹祭官

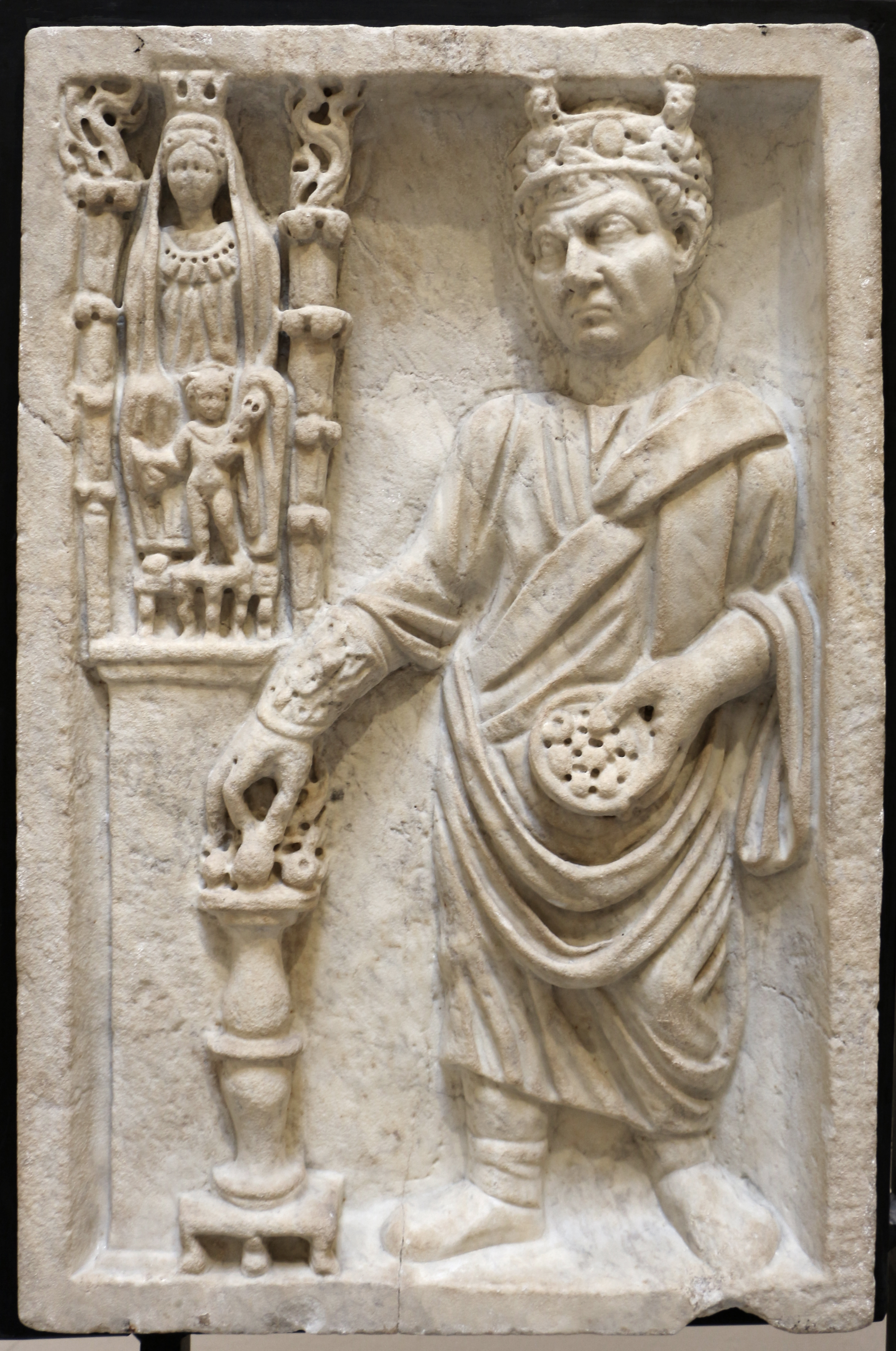
一名大閹祭官（Archigallus）為库柏勒與阿提斯獻祭的浮雕，收藏於奧斯提亞安提卡奧斯蒂亞考古博物館

閹祭官（Gallus，英文的複數型態寫作Galli）是專職於弗里吉亞女神库柏勒（Cybele，在羅馬被尊為“大母神〔Magna Mater〕”，另譯：伟大的母亲）與祂配偶阿提斯（Attis）的內侍祭司，祂們的信仰已經完全被吸收到古羅馬的國家宗教習俗之中。

## 起源
库柏勒信仰的起源很有可能是起源於美索不達米亞地區，大約在西元前300年傳入希臘地區。爾後再被羅馬人接受。最初祂的神聖象徵物是一枚黑色的隕石，被保存於今日土耳其培希努一座被名為梅格里犍（Megalesion）的神廟裡。
現存最早關於閹祭官參考文獻是出自《希臘詩選》（Greek Anthology），這是一部西元十世紀早期文集的彙編，之中有幾句措辭言及或是明確指出他們被閹割的狀態。在文集中他們（閹祭官）通常被稱之為“她”（不太尊重的字眼）。
原文中Gallus這一字彙，拜占庭的斯特凡诺斯（西元六世紀）說這名稱是起源於加盧斯王（King Gallus），而奧維德（西元43年–17年）說這名稱是衍生自弗里吉亞的加盧斯河（the Gallus river）。羅馬人使用同一個詞（單數型態寫作gallus，複數型態寫作galli）用來代稱凱爾特人和公雞，而後者（公雞）尤其是雙關語的來源。

## 傳入羅馬概況
大母神的信仰大約在西元前三世紀這時期傳入羅馬，但是未知其確切時間點。目前還沒有關於這支信仰傳入羅馬的當代紀載，但後來文獻資料普遍認為西元前205年從天上掉下一顆隕石。《神諭集》（The Syblline books，古羅馬記載神諭的書籍，音譯：《西卜林書》）將這一事件認定為羅馬人應該會接受大母神信仰的預兆，因為這能夠庇佑他們在第二次布匿戰爭獲得勝利。西元前204年，元老院正式認可库柏勒為羅馬女神（護國女神），列入國家宗教祭典之內，並且該教派搭船先將隕石帶到帕加馬，然後再運抵羅馬城的大門前，最後儀式性的將這聖物迎入城內。據李維所述，隕石在四月12日（原文為the day before the Ides of April，可譯為：四月中間日的前一天。在古罗马使用的历法裡，Ides是指一個月的中間日，當時羅馬曆的三月、五月、七月、十月是表示第15日，其他月份則是表示第13日）被供奉到帕拉丁山上的勝利女神廟中，從那時起，羅馬人把每年四月4～10日定為大母神節（Megalesia，音譯梅加里西亞節）並舉辦競技會、祭祀，以及由閹祭官們進行音樂演奏。過了一百年後（據布魯塔克的說法），當羅馬將軍蘇拉計畫與馬略作戰時，有位名為巴塔切斯（Bataces）的閹祭官預言到羅馬勝利，因此元老院投票決議建立一座專屬库柏勒的勝利女神廟。

### 羅馬人的接受度
哈利卡納蘇斯的戴歐尼修斯聲稱：羅馬公民沒有參加大母神祭祀的儀式。文獻資料指出閹祭官是“半個男人（half-men）”，這字眼導致之後學者得出結論認為當時羅馬人瞧不起閹祭官。然而羅馬人對異邦信仰的排斥很大層面可能出自現代學者臆測，而非當時羅馬社會實況，因為考古學家在帕拉蒂尼山挖掘到一尊阿提斯祈願神像（votive statues of Attis），這證據意味著當時羅馬公民在一定程度上參與大母神與祂配偶的敬拜儀式。
大閹祭官（The archigallus）隸屬羅馬公民同時受僱於羅馬當局，因此宗教習俗上執行的是一條偏狹規範：在不違反羅馬宗教禁令的情況下保留該信仰的傳統。有的人會爭辯說Archigallus（大閹祭官）絕非閹人，因為所有羅馬公民都是被禁止進行eviratio（拉丁文，閹割之意）。（這項禁令表明最初的閹祭官若非亞洲人，不然就是奴隸）然而克勞狄一世皇帝先取消了閹割禁令；圖密善皇帝隨後也重申這一點。因而羅馬公民能否參加大母神祭祀？亦或這支信仰成員都是異邦人士？此已成為西方學界爭論不休的主題。

### 各行省內的狀況
2002年在英格蘭卡特里克（Catterick）挖掘到西元四世紀的羅馬人加拉（Roman galla）遺骸，她身著女裝，配戴以黑玉、頁岩，和青銅製作的首飾，同時嘴裡含著兩顆石頭。英格蘭文化資產組織（English Heritage）資深考古學家皮特威爾遜（Pete Wilson）說：“這一發現證明了英格蘭北部是多麼的國際化。（The find demonstrates how cosmopolitan the north of England was.）”。英格蘭科布里奇（Corbridge, England）的哈德良長城也有一座供奉库柏勒女神祭壇。

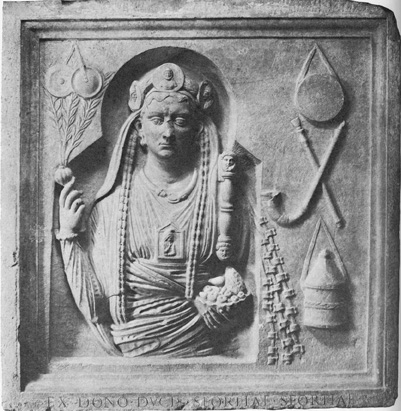
出自拉维尼（Lavinium）大閹祭官的喪葬浮雕，年代是西元二世紀中葉，現存於羅馬卡比托利欧博物馆

## 宗教習俗

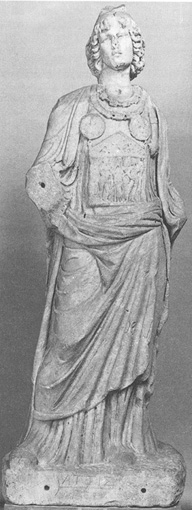
西元二世紀的閹祭官雕像，羅馬卡比托利歐博物館藏

在三月24日所舉行名為血之日（Dies sanguinis，為拉丁文，即英譯：Day of Blood）狂歡典禮中，預備成為閹祭官人選為自己進行閹割。在這個為阿提斯哀悼的日子裡，他們瘋狂地到處亂跑且衣觀不整。還隨著風笛與手鼓的音樂跳起舞來，狂喜不已，同時鞭打自己到流血。接著是一天的盛宴與休息。
神聖的盛宴（聖餐）是啟蒙儀式的一部份。曾信仰異教後皈依成基督徒的費爾米庫斯·馬特爾努斯，透露他舊信仰的密語：“吾由鼓中食；吾從鈸中飲；吾皈阿提斯教（I have eaten from the timbrel; I have drunk from the cymbal; I am become an initiate of Attis.）”。據亞歷山大城的聖革利免紀錄，厄琉息斯秘仪也含有類似的密語：“吾斋戒矣；吾飲基奇昂〔餐後水〕；吾取之聖匣；吾用它精煉并置入籃中，再從籃中放進盒裡（I fasted; I drank the kykeon [water with meal]; I took from the sacred chest; I wrought therewith and put it in the basket, and from the basket into the chest.）”。聖革利免還記錄了一段（正如二十世紀的歷史學家所解釋的那樣）“帶著一艘名為克諾斯的船（carrying a vessel called a kernos）”並進入“帕斯托斯或新房（the pastos or marriage-chamber）”。
這些人任職處的標誌都會設有一個皇冠狀圖案，這有可能是月桂冠，以及被稱為歐卡布斯（Occabus）的金手鐲。他們通常身著女裝（一般為黃色）、披戴頭巾、掛著垂飾，以及穿上耳環。並將其頭髮漂白、留長，最後畫上濃妝。他們與門徒四處遊蕩，乞求施捨，並以替人們卜算命運作為回報。
在羅馬，至少從克勞狄一世開始，閹祭官的領袖就已被稱為大閹祭官。許多考古遺物發現到大閹祭官都是穿著奢華服飾。大閹祭官始終是由十五司祭長老會選拔出的羅馬公民，終其一生必須奉祀库柏勒女神。隨著大閹祭官職位的成立，還出現了稱為弗里吉亞寺（Phrygianum sanctuary）的聖所，並且與大母神相關的牛祭儀式也應運而生，這是大閹祭官執掌大母神信仰的兩個面向。但值得注意，佛教和另一个不杀生的宗教耆那教都拒绝动物祭祀，又佛教主张“放生”，主张对动物采取保护，所以牛祭無論是在愛護生命的立場上以及在不殺生的戒律之下是絕對不容許的。

## 外部鏈接
- Britannica Online Encyclopædia （页面存档备份，存于）
- A Dictionary of Greek and Roman Antiquities （页面存档备份，存于）
- Lucretius on the Worship of Cybele （页面存档备份，存于）
- Paul versus the Goddess: Castration and Male Homogenitality （页面存档备份，存于）